# غيلدفورد (دائرة انتخابية في المملكة المتحدة)
غيلدفورد (بالإنجليزية: Guildford)‏ هي إحدى الدوائر الانتخابية في المملكة المتحدة الممثلة في مجلس العموم في برلمان المملكة المتحدة.
عضو البرلمان الذي يمثلها حالياً هي آن ميلتون.